# 方任
方任（1495年—？年），字志伊，號近沙，湖廣黃州府黃岡縣人，明朝政治人物。

## 生平
嘉靖四年（1525年）乙酉科湖廣鄉試第四名舉人，嘉靖十一年（1532年）壬辰科第三甲第二百二十二名進士。吏部觀政，授行人，十六年擢升工部主事，歷升兵部员外郎、郎中，歷四川僉事、江西參議、副使，二十九年十月升山東布政司參政、整飭蘇松常鎮糧儲，升本省按察使，迁江西左右布政使，三十二年十一月陞都察院右副都御史、总理糧儲提督軍務兼巡撫應天，未任丁憂歸。

## 家族
曾祖方俊；祖方華；父方勇；母彭氏。具慶下。弟仕；在；伋；作；傑。子一龍；一麟。